# VOICE (ユニット)
VOICE(ヴォイス)は、北海道出身の別所秀彦・別所芳彦による双子ヴォーカルユニット。

## メンバー
別所秀彦（べっしょ ひでひこ、1964年3月13日 - ）
- 北海道白老郡白老町出身。O型。四男。通称「ヒデ」。
- リーダーを務め、リードギター、主にハーモニーおよび作詞を担当。曲によりピアニカの演奏やメインボーカルを担当する場合もある。

別所芳彦（べっしょ よしひこ、1964年3月13日 - ）
- 北海道白老郡白老町出身。O型。五男。通称「ヨッチ」。
- サブリーダーを務め、サイドギター、主にメインボーカルおよび作曲を担当。曲によりハーモニーを担当する場合もある。

## 経歴
北海道白老郡白老町にて生まれる。しかし生後1年を経過しないうちに教職員だった父親の転勤で胆振・日高管内で引っ越しを繰り返し、青春時代は北海道苫小牧市で過ごす。
北海道でフォークバンド活動を行っていた三男の兄の影響を受け、幼少の頃よりアコースティックギターを持ち、中学高校時代より苫小牧市周辺にてライブ活動を行う。高校時代には「海彦山彦」というユニットを結成し、500人を集めるほどの人気者になったという。
高校卒業後に北海道札幌市へ活動の本拠地を移しライブハウス等で活動を続け、1985年に上京。
上京後はライブ活動を一切行わず作詞・作曲の制作に専念し、1993年、ソニーレコードより「24時間の神話」でデビュー。「日本有線大賞新人賞」「全日本有線放送大賞・新人賞」を受賞。
3rdシングル「STAY～あなたの声が聞きたい」が香港で「GIVENCHY（ジバンシィ）」のCMに起用される。
その後もライブ活動を中心に精力的な活動を幅広く行い、2009年、苫小牧市立青翔中学校の開校に伴い校歌を作詞・作曲する。
また、公益財団法人北海道盲導犬協会の盲導犬育成チャリティーイベントに積極的に参加し、社会的啓蒙活動にも力をいれている。
2006年3月、堀江淳との共作で故郷の苫小牧と母校である駒澤大学付属苫小牧高校野球部へ捧げるトリビュート・ソングを収録したシングル「北の国のダイヤモンド」をリリースする。
2007年10月、韓国ドラマ「冬のソナタ」の主題歌「最初から今まで」を作曲したユ・ヘジュンとの共作曲を含むアルバム「夢アルバム」をリリースする。
このアルバムには堀江淳との共作曲でもある「桜の道」が収録されている。
2010年、公益財団法人北海道盲導犬協会の創立40周年を記念した盲導犬応援ソング「僕のヒカリ」を作詞・作曲し、協会より式典にて感謝状を授与される。
2012年、北海道白老郡白老町の観光大使に任命される。同年、斜里郡小清水町の5小学校が統合された小清水町立小清水小学校の開校に伴い新校歌を作詞・作曲する。
2013年8月、デビュー20周年を記念して新曲と過去に発表した楽曲をセルフカバーしたアルバム「声人式」をリリース。同年11月、初のライブDVDとなる「VOICE ～20th Anniversary Special View Live～」をリリースする。
2015年、西村智彦の2枚目のソロアルバム「WONDERLAND」に参加する。
2017年10月、ソニー生命保険の製作したライフプランナーバリュードラマ「遠い約束」の挿入歌を担当する。
2018年6月9日・10日に北海道札幌市にて開催された「第27回 YOSAKOIソーラン祭り」に、デビュー25周年を記念してVOICEの音楽を応援しているTEAM wel.sとともに出場し生歌を披露した。
2022年5月、愛媛県松山市の道後ロータリークラブ創立30周年記念事業として道後温泉ご当地ソング「白鷺が飛ぶ街」が制作され、CDを松山市に寄贈した。
2023年1月、愛媛県の久万高原町立柳谷小学校が来年度より閉校予定となり、約20年前に合併前の旧柳谷村で開かれた音楽イベントに合わせ制作された「柳谷の風」を卒業生と地域の子供たちとともに松山市内のスタジオでレコーディングし、CDを寄贈した。
2023年11月、石岡美紀の「カゲとヒカリ」の作曲（別所芳彦）・プロデュース（別所秀彦）を行う。
2024年5月、北海道岩見沢市の社会人野球チーム「トッキュウブルーローズ」の公式テーマソング「ヒカリヘ トッキュウブルーローズ」を配信リリースする。
2024年、株式会社TAPと業務提携を結ぶ。
2025年4月29日、2019年に発売された13枚目のシングル「昨日からの手紙／ラプソディ」のリマスタリング版をリリースする。

## ディスコグラフィー

### シングル
| #                                   | 発売日         | タイトル                      | c/w                                                         | 規格         | 規格品番     |
| Sony Records                        | Sony Records   | Sony Records                  | Sony Records                                                | Sony Records | Sony Records |
| ----------------------------------- | -------------- | ----------------------------- | ----------------------------------------------------------- | ------------ | ------------ |
| 1st                                 | 1993年7月28日  | 24時間の神話                  | BROKEN DOWN                                                 | 8cmCD        | SRDL-3693    |
| 2nd                                 | 1993年10月1日  | 泣きながらKissして            | そばに君がいる                                              | 8cmCD        | SRDL-3738    |
| 3rd                                 | 1994年8月21日  | STAY〜あなたの声が聞きたい    | Dream                                                       | 8cmCD        | SRDL-3825    |
| 4th                                 | 1995年7月28日  | 好きやねん 〜But game is over | 遠回りの純情                                                | 8cmCD        | SRDL-4047    |
| 5th                                 | 1995年11月22日 | CALL MY NAME／ときめかないで  |                                                             | 8cmCD        | SRDL-4130    |
| 6th                                 | 1996年5月2日   | いいことあるさ                | 眠れぬ森                                                    | 8cmCD        | SRDL-4198    |
| ポリドール・レコード                |                |                               |                                                             |              |              |
| 7th                                 | 1997年11月27日 | Winter Story                  | きっと ずっと きみと                                        | 8cmCD        | PODH-1388    |
| 8th                                 | 1998年5月27日  | AMBITIOUS〜炎になれ           | AMBITIOUS〜炎になれ (オリジナル・カラオケ)                  | 8cmCD        | PODH-1419    |
| 9th                                 | 1998年9月2日   | 戻れないなら                  | クロスワード                                                | 8cmCD        | PODH-1430    |
| ビクターエンタテインメント / amelos |                |                               |                                                             |              |              |
| 10th                                | 2000年10月4日  | 眠らない鼓動                  | 白い雲 DIARY                                                | Maxi         | VICL-35174   |
| 11th                                | 2002年7月24日  | 24時間の神話 -UNPLUGGED-      | ケンとメリー (愛と風のように) 空気だけがカラッポで 少年の虹 | Maxi         | VICL-35411   |
| WESS RECORDS                        |                |                               |                                                             |              |              |
| 12th                                | 2007年9月12日  | 握手                          | 粉雪のセレナーデ                                            | Maxi         | WHCD-37      |
| ヴィエント企画                      |                |                               |                                                             |              |              |
| 13th                                | 2019年3月13日  | 昨日からの手紙／ラプソディ    |                                                             | Maxi         |              |

### 配信シングル
| #    | 発売日         | タイトル                        |
| ---- | -------------- | ------------------------------- |
| 1st  | 2021年3月13日  | 0（ZERO）                       |
| 2nd  | 2021年4月14日  | 行かないで。。。                |
| 3rd  | 2021年5月15日  | シミル                          |
| 4th  | 2021年6月16日  | まぼろし                        |
| 5th  | 2021年7月17日  | アブダカダブラ                  |
| 6th  | 2021年8月18日  | こんなに                        |
| 7th  | 2021年11月21日 | アルペジオ                      |
| 8th  | 2021年12月12日 | 真っ白な心にLove Song           |
| 9th  | 2022年4月25日  | 白いバラ                        |
| 10th | 2022年5月25日  | 証し                            |
| 11th | 2024年5月30日  | ヒカリヘ トッキュウブルーローズ |

### コラボシングル
| 名義             | 発売日        | タイトル             | c/w                                     | 規格 | 規格品番   | 発売元              |
| ---------------- | ------------- | -------------------- | --------------------------------------- | ---- | ---------- | ------------------- |
| VOICE and 堀江淳 | 2006年3月23日 | 北の国のダイヤモンド | 北の国のダイヤモンド (吹奏楽バージョン) | Maxi | WWCA-31108 | WAVE MASTER ARTISTS |

### アルバム

#### オリジナル・アルバム
| #                                      | 発売日        | タイトル     | 規格         | 規格品番     |
| Sony Records                           | Sony Records  | Sony Records | Sony Records | Sony Records |
| -------------------------------------- | ------------- | ------------ | ------------ | ------------ |
| 1st                                    | 1993年9月9日  | Natural      | CD           | SRCL-2686    |
| 2nd                                    | 1994年10月1日 | Blue         | CD           | SRCL-2973    |
| 3rd                                    | 1995年9月21日 | Crescendo    | CD           | SRCL-3327    |
| ユナイテッド・アジアエンターティメント |               |              |              |              |
| 4th                                    | 2007年10月3日 | 夢アルバム   | CD           | XNUA-10001   |
| Sound☆wel.s                            |               |              |              |              |
| 5th                                    | 2013年8月9日  | 声人式       | CD           | SOWC-0003    |
| Sound Groove                           |               |              |              |              |
| 6th                                    | 2022年6月6日  | ZERO         | CD           | SGCD-0000    |

#### ミニアルバム
| #           | 発売日        | タイトル | 規格     | 規格品番   |
| 自主制作    | 自主制作      | 自主制作 | 自主制作 | 自主制作   |
| ----------- | ------------- | -------- | -------- | ---------- |
| 1st         | 2001年5月     | 0彩      | CD       | VOICE-0001 |
| 2nd         | 2004年5月     | 燦彩     | CD       | VO-02      |
| 3rd         | 2005年12月9日 | 七彩     | CD       | PVOCD-0003 |
| Sound☆wel.s |               |          |          |            |
| 4th         | 2010年5月7日  | 17彩     | CD       | SOWC-0001  |
| 5th         | 2011年11月4日 | 雪中庵   | CD       | SOWC-0002  |

#### ベストアルバム
| #                | 発売日           | タイトル         | 規格             | 規格品番         |
| Sony Music House | Sony Music House | Sony Music House | Sony Music House | Sony Music House |
| ---------------- | ---------------- | ---------------- | ---------------- | ---------------- |
| 1st              | 2002年11月20日   | GOLDEN☆BEST      | CD               | MHCL-191         |

### 映像作品
| #           | 発売日         | タイトル                                     | 規格        | 規格品番    |
| Sound☆Wel.s | Sound☆Wel.s    | Sound☆Wel.s                                  | Sound☆Wel.s | Sound☆Wel.s |
| ----------- | -------------- | -------------------------------------------- | ----------- | ----------- |
| 1st         | 2013年11月22日 | VOICE 〜20th Anniversary Special View Live〜 | DVD         |             |

### タイアップ
| 曲名                          | タイアップ                                                      | 収録作品                                  |
| ----------------------------- | --------------------------------------------------------------- | ----------------------------------------- |
| 24時間の神話                  | 東海テレビ・フジテレビ系ドラマ『誘惑の夏』主題歌                | シングル「24時間の神話」                  |
| 泣きながらKissして            | 日本メナード化粧品『コラックス』CFイメージソング                | シングル「泣きながらKissして」            |
| Dream                         | NHK-BS 水曜日 イメージソング                                    | シングル「STAY〜あなたの声が聞きたい」    |
| 好きやねん 〜But game is over | 読売テレビ・日本テレビ系ドラマ『好きやねん』主題歌              | シングル「好きやねん 〜But game is over」 |
| CALL MY NAME                  | TBS系『マニア林蔵』オープニングテーマ                           | シングル「CALL MY NAME／ときめかないで」  |
| ときめかないで                | MBS系『あまからアベニュー』エンディングテーマ                   | シングル「CALL MY NAME／ときめかないで」  |
| いいことあるさ                | MBS・TBS系ドラマ30『もう大人なんだから!』主題歌                 | シングル「いいことあるさ」                |
| Winter Story                  | TBS系全国ネット『チューボーですよ!』エンディングテーマ曲        | シングル「CALL MY NAME／ときめかないで」  |
| Winter Story                  | HTB『DODA!』エンディングテーマ                                  | シングル「CALL MY NAME／ときめかないで」  |
| AMBITIOUS〜炎になれ           | コンサドーレ札幌 オフィシャルチームソング                       | シングル「AMBITIOUS〜炎になれ」           |
| 戻れないなら                  | MBS・TBS系ドラマ30『表層家族』主題歌                            | シングル「戻れないなら」                  |
| 眠らない鼓動                  | TBS系『エクスプレス』ウェザーコーナーテーマ                     | シングル「眠らない鼓動」                  |
| 眠らない鼓動                  | TBS系『チューボーですよ!』エンディングテーマ                    | シングル「眠らない鼓動」                  |
| 握手                          | UHB『スポーツワイド Fの炎〜SPORT HOKKAIDO〜』エンディングテーマ | シングル「握手」                          |
| 握手                          | 映画『奇跡の海』エンディングテーマ                              | シングル「握手」                          |

## テレビ・ラジオ出演
- 読売テレビ・日本テレビ系ドラマ「好きやねん」（1995年）
- 日本テレビ系「THE夜もヒッパレ」（1997年）
- テレビ東京系「逃亡者 おりん 最終章」（2012年）
- NHK総合テレビ「明日へ1min」（2012年）被災地復興支援ソング「花は咲く」のNHK室蘭放送局オリジナル版[13]
- テレビ北海道「ガンバレ北海道」（2015年6月27日）
- テレビ北海道「北海道応援バラエティ！ガンキタ」（2016年1月、2018年1月）
- FM愛媛「VOICE～風の神話～」（2019年3月～）
- STVラジオ「サウンドプラント ～VOICE "ZERO"～」（2022年8月28日 24:30 - 25:00）

## 提供曲・参加曲
- 1993年
  - シンシア（南沙織）「イリュージョン」（作詞／作曲）
- 1994年
  - 中島文明「真夏のランナー」（コーラス参加）
  - 中島文明「言葉にできなくて」（コーラス参加）
  - 裕木奈江「わすれな草」（コーラス参加）
  - 裕木奈江「時を旅して」（デュエット）
  - 加藤登紀子「愛がとどかない」（作曲）
- 1995年
  - 織田裕二「熱き砂漠の祭り」（作曲）
  - THE RASTA MONKEYS「がんばりましょう（SMAPのカバー）」（コーラス参加）
  - 加藤登紀子「人・生・不・思・議」（作詞／作曲）
- 1996年
  - 美木良介「一秒の…刻（とき）」（作詞）
- 1998年
  - 西村智彦「Happ Happy Birthday」(Vol. 加藤いづみ)（コーラス参加）
- 2002年
  - 松田弘「二人のメロディー」（作詞／作曲）
  - THE GREAT DIPPER「Winter Story」（カバー）　コーラス参加
- 2003年
  - 松田弘「Heaven's Island」（作曲／コーラス参加）
  - 松田弘「Turquoise Blue」（作曲／コーラス参加）
  - 松田弘「Turquoise Blue（ウクレレver.）」（作曲／コーラス参加）
  - 笹田友香「虹の架かる青い空」（作詞／作曲）
  - 笹田友香「月明かりのもとで」（作曲）
- 2004年
  - 時任三郎「少年の虹」（カバー）
  - Matty「あしつぼのうた」（コーラス参加）
  - 堀江淳「かなしくてLovin' you」（コーラス参加）
  - 堀江淳「Remember」（コーラス参加）
  - 妙（たえ）「永遠の花」（作曲）
  - 妙（たえ）「空気」（作曲）
  - 妙（たえ）「青い鳥」（作詞／作曲）
  - 小坂真夕美「Tears」（作詞／作曲）
  - SORA「HIKARI」（作詞／作曲）
  - 麻生詩織「夢の降る街」（作詞／作曲）
- 2014年
  - 高あゆみ「カゲロウ」（作詞／作曲）
- 2023年
  - 石岡美紀「カゲとヒカリ」（作曲／プロデュース）

## カバーされた曲
- 24時間の神話
  - SORA
  - ON/OFF
  - THE RASTA MONKEYS
  - おかゆ
  - 金澤豊 from EnGene.
  - チェ・ジニョン(Choi Jin Young)（韓国）
  - テッド・イトウ(TED ITO)（タイ）
- STAY～あなたの声が聞きたい
  - 孟庭葦(Mon Tin Wei) （台湾）
  - 鄭伊健（香港）
- Winter Story
  - THE GREAT DIPPER（CREATIVE OFFICE CUEの所属メンバーで構成されたグループ）
- 白い雲
  - 高あゆみ